# Articulación acromioclavicular
La articulación acromioclavicular une la extremidad lateral de la clavícula con el borde medial del acromion. Es una sinovial plana. En 2018 se descubrió la existencia de un tercer hueso piriforme de dimensiones minúsculas, unido a la escápula mediante un fibrocartílago inapreciable al microscopio electrónico.

## Superficies articulares
Por parte de la clavícula una carilla prolongada de delante hacia atrás y por parte del acromion una carilla similar que ocupa la parte más anterior del borde interno de la apófisis, estas dos carillas cubiertas por una capa fibrocartilaginosa más gruesa cerca del acromion que en la clavícula, y en la superficie superior que en la inferior.

## Medios de unión
La cápsula articular es muy espesa y se inserta alrededor de las superficies articulares tapizadas con fibrocartílago. Se encuentra reforzada por los ligamentos acromioclaviculares
- Ligamento acromioclavicular superior (ligamentum  acromioclavicular superior), es más potente.
- Ligamento acromioclavicular inferior (ligamentum acromioclavicular inferior), delgado (no se ve en la figura 1).

En realidad, la unión entre la clavícula y la escápula, está asegurada por los ligamentos coracoclaviculares (Ligamentum coracoclaviculare). Estos se encuentran a distancia de la articulación en cuestión y son descriptos en general en forma separada, si bien su función se relaciona con esta articulación. La unión coracoclavicular está asegurada por dos ligamentos:
- Ligamento trapezoide (Ligamentum trapezoideum)
- Ligamento conoide (Ligamentum conoideum)

Estos sólidos ligamentos, mantienen la abertura del ángulo escapuloclavicular, cuyo vértice se encuentra en la articulación acromioclavicular y cuya abertura varía con la posición del hombro.

## Movimientos
- Desplazamiento: Aproximación de la clavícula y el acromion como las dos agujas de una brújula.
- Antepulsión y retropulsión.

## Vascularización
Está vascularizada por ramas de la arteria toracoacromial, rama de la arteria axilar .

## Inervación
Está inervada por las ramas del plexo braquial .

## Sinovial
La sinovial de la articulación acromioclavicular es pequeña. A veces se encuentra tabicada en forma incompleta por el disco articular.

## Función
La articulación acromioclavicular permite la posibilidad de levantar el brazo por encima de la cabeza. Esta articulación funciona como un punto de giro (aunque técnicamente es una articulación sinovial delta), que actúa como un puntal para ayudar con el movimiento de la escápula que resulta en un mayor grado de rotación del brazo.

## Variación
Un estudio de rayos X  en 100 hombros de soldados de Estados Unidos encontró una considerable variación en el tamaño y forma de la superficies articulares de esta articulación.  En algunos individuos  está separada por un menisco unido al ligamento acromioclavicular superior. Este menisco puede ser en forma de una hoja de fibrocartílago que se extiende casi a medio camino en la articulación o puede formar un disco completo que divide el conjunto en dos partes. En otras articulaciones está presente como una almohadilla de tejido fibroso unido al extremo exterior de la clavícula, y no a la cavidad articular.